# Dodge Viper (2012)
La quinta generazione della Viper è una vettura ad alte prestazioni prodotta dal gruppo Fiat-Chrysler dal 2012 al 2017.
Commercializzata inizialmente con il marchio SRT, nel 2014, dopo soli due anni, quest'ultimo viene nuovamente accorpato a Dodge per identificare i modelli sportivi della gamma e la vettura torna ad essere identificata come Dodge Viper.
Si tratta della terza serie del modello di punta del marchio Dodge, divenuto nel tempo un'icona, tanto da essersi ben presto guadagnato un'identità propria con un proprio logo, anch'esso giunto alla terza versione.

## Contesto
Nel 2010 l'ultima versione della Viper, la SRT-10, viene improvvisamente ritirata dal mercato senza essere sostituita: il Gruppo Chrysler, in fallimento, non rilascia alcuna dichiarazione sull'eredità del modello, evidenziando la mancanza di risorse per lo sviluppo di un'erede; l'ultimo esemplare esce dalle linee di produzione nel luglio 2010. Nel settembre dello stesso anno però in Florida, Sergio Marchionne da poco amministratore delegato del gruppo statunitense dopo l'acquisizione da parte di Fiat S.p.A., dichiara che la nuova amministrazione s'impegnerà a riproporre al mercato l'erede della Viper, a patto che questa sia tecnologicamente più avanzata e moderna delle precedenti versioni, più accessibile da parte di tutti e più ecologica.

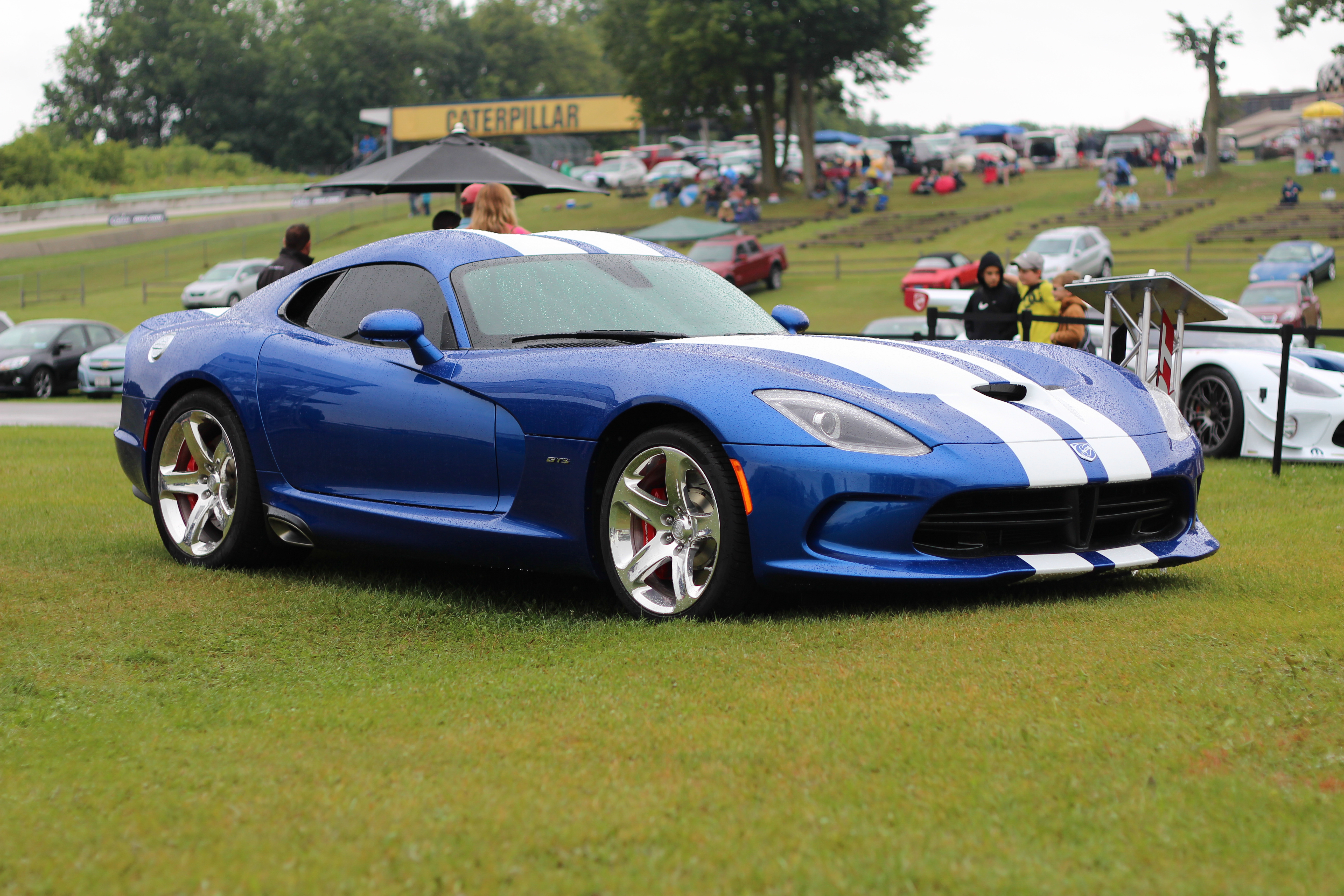
Il modello GTS nella livrea blu a strisce bianche.

Nell'aprile del 2012 viene ufficialmente presentata al Salone dell'automobile di New York la nuova versione della Viper, la quale, nonostante le premesse che avevano preoccupato i sostenitori più tradizionalisti, rimane molto fedele alla sua identità; seppur con evidenti novità in campo tecnologico ed ecologico e di accessibilità. Lo sviluppo è avvenuto negli Stati Uniti fra i tecnici SRT e quelli di Fiat Group Automobiles, la vettura infatti si stacca dal brand Dodge di cui prima faceva parte per inserirsi in SRT (pur mantenendo un logo dedicato sul cofano anteriore) che identifica le vetture più performanti del gruppo americano.
Pur avendo preso una strada indipendente, la Viper mantiene la medesima filosofia delle generazioni che la hanno preceduta e del marchio a cui apparteneva: grande potenza e ruvidità che da sempre contraddistingue il marchio Dodge e le muscle car statunitensi (delle quali la Viper è detta come l'interpretazione moderna). Anche la linea, sebbene la vettura sia stata ri-progettata su un telaio completamente inedito, rimane molto fedele alle precedenti versioni.

## Descrizione

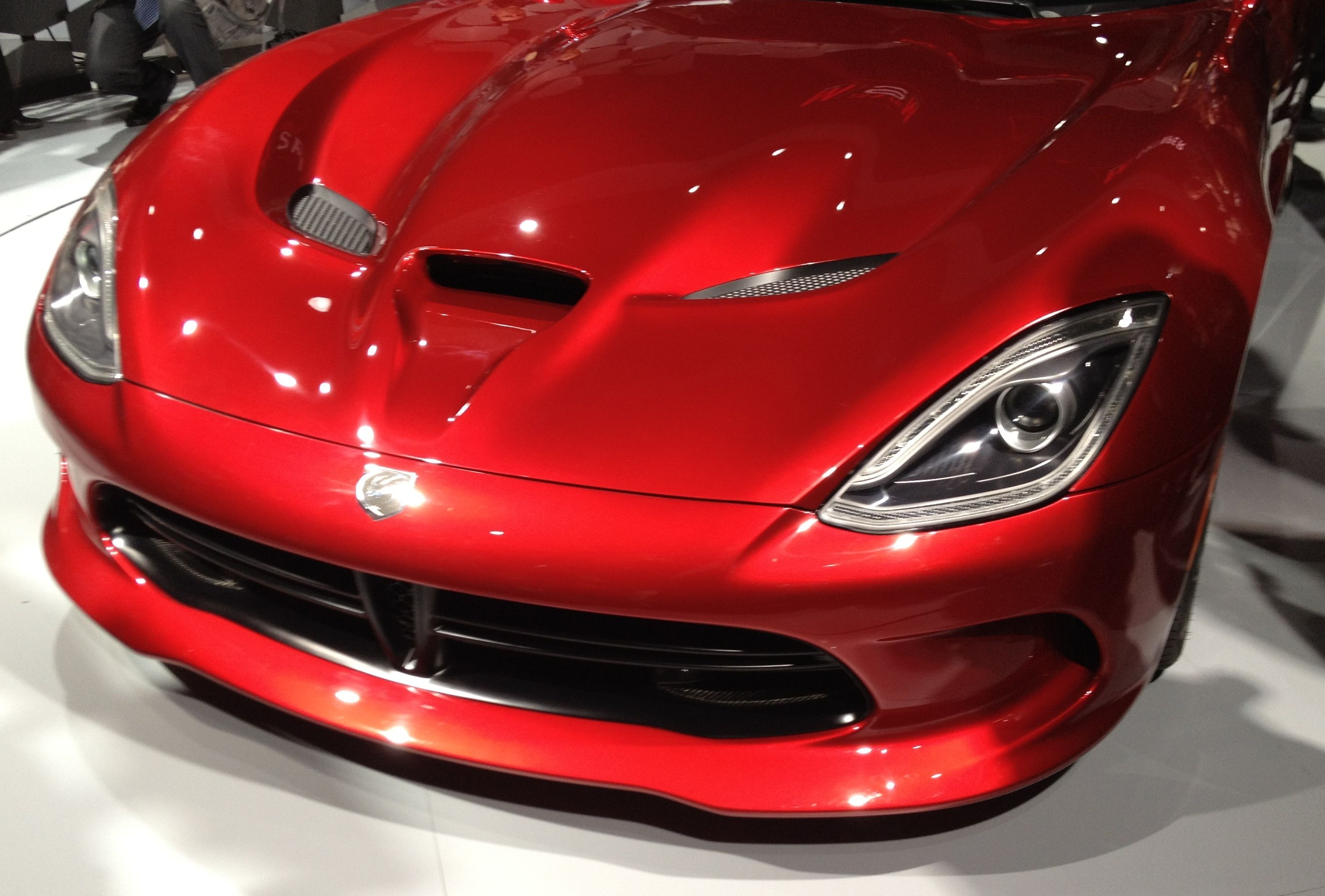
Particolare del frontale.

Nonostante l'immagine che i designer e gli addetti alla comunicazione del gruppo Fiat-Chrysler hanno voluto dare a questo modello, la nuova Viper è decisamente più evoluta delle due serie precedenti. L'impostazione e le caratteristiche peculiari della vettura rimangono invariate: cofano lungo e abitacolo rastremato con tetto a "doppia bolla" per ospitare eventualmente occupanti col casco, due posti secchi e motore anteriore con trazione posteriore, l'unica eccezione è che questo modello è stato direttamente commercializzato nella versione coupé (che è stata di fatto la più apprezzata) e non in versione roadster con hardtop.
Le novità più evidenti sono tutte in campo tecnologico e strutturale: la carrozzeria è realizzata interamente in materiale composito ed è il 32% più leggera rispetto alla quarta generazione (uscita dai listini due anni prima), il telaio è completamente inedito, così come la meccanica e il reparto sospensivo, la vettura è ora dotata di tutte le strumentazioni elettroniche alla guida, e anche dei sistemi elettronici di sicurezza moderni, che sono però disattivabili.

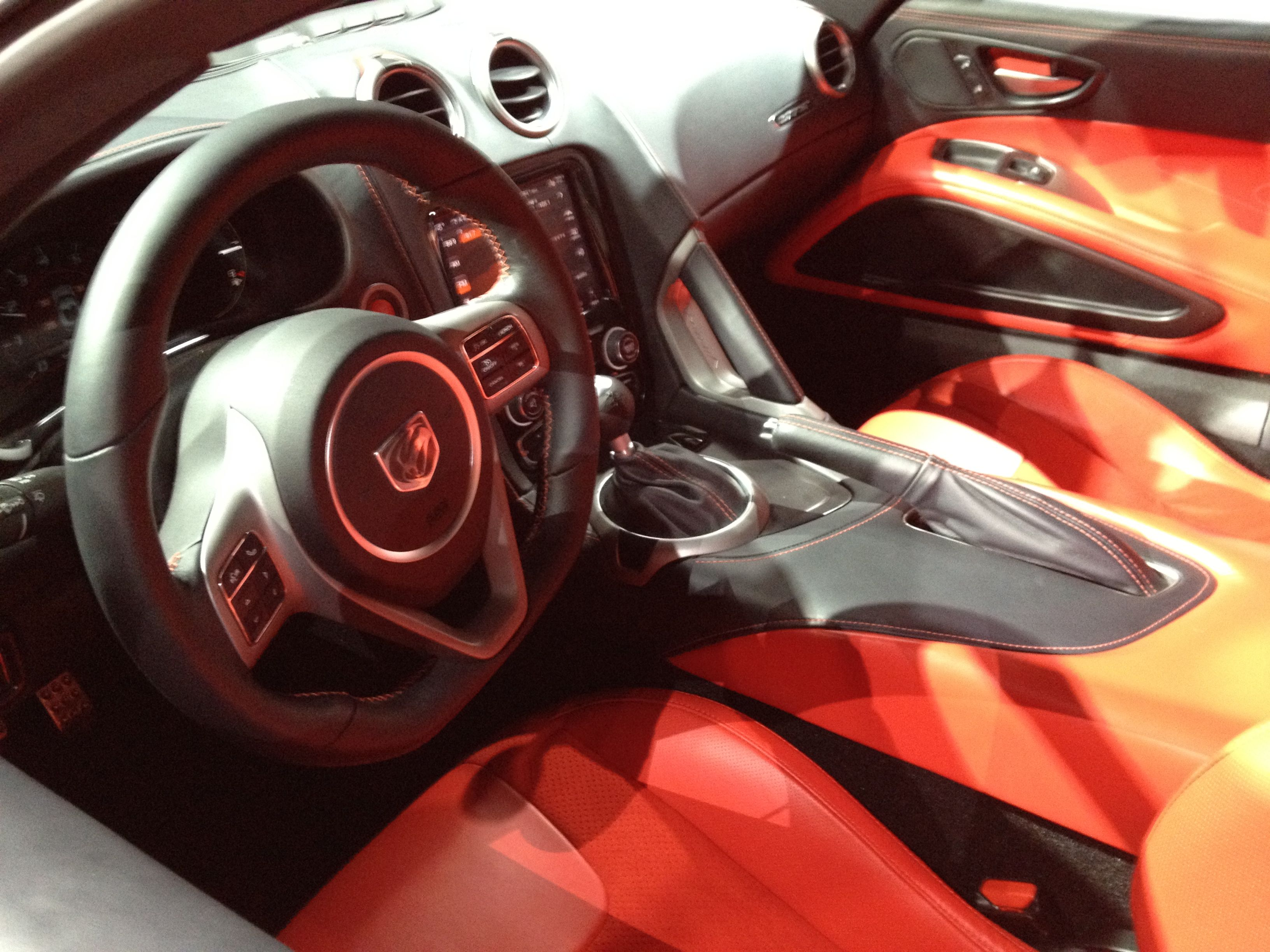
Vista interna dell'abitacolo

La vettura si presenta profondamente evoluta in due caratteristiche fondamentali: ergonomia e sostenibilità. La Viper è più vicina all'utilizzatore e aperta a diverse tipologie di guida: l'abitacolo è più spazioso e i sistemi di sicurezza avvicinano la vettura anche agli utenti meno esperti, l'usabilità è quindi migliorata ma rimane la possibilità di portare il carattere della vettura a quello ingestibile delle generazioni precedenti. I tecnici hanno inoltre lavorato per rendere la vettura più sostenibile, sia in termini economici (costi di gestione) sia in termini ambientali (riduzione dell'inquinamento). Il coefficiente di resistenza aerodinamica è 0,364.

### Informazioni tecniche

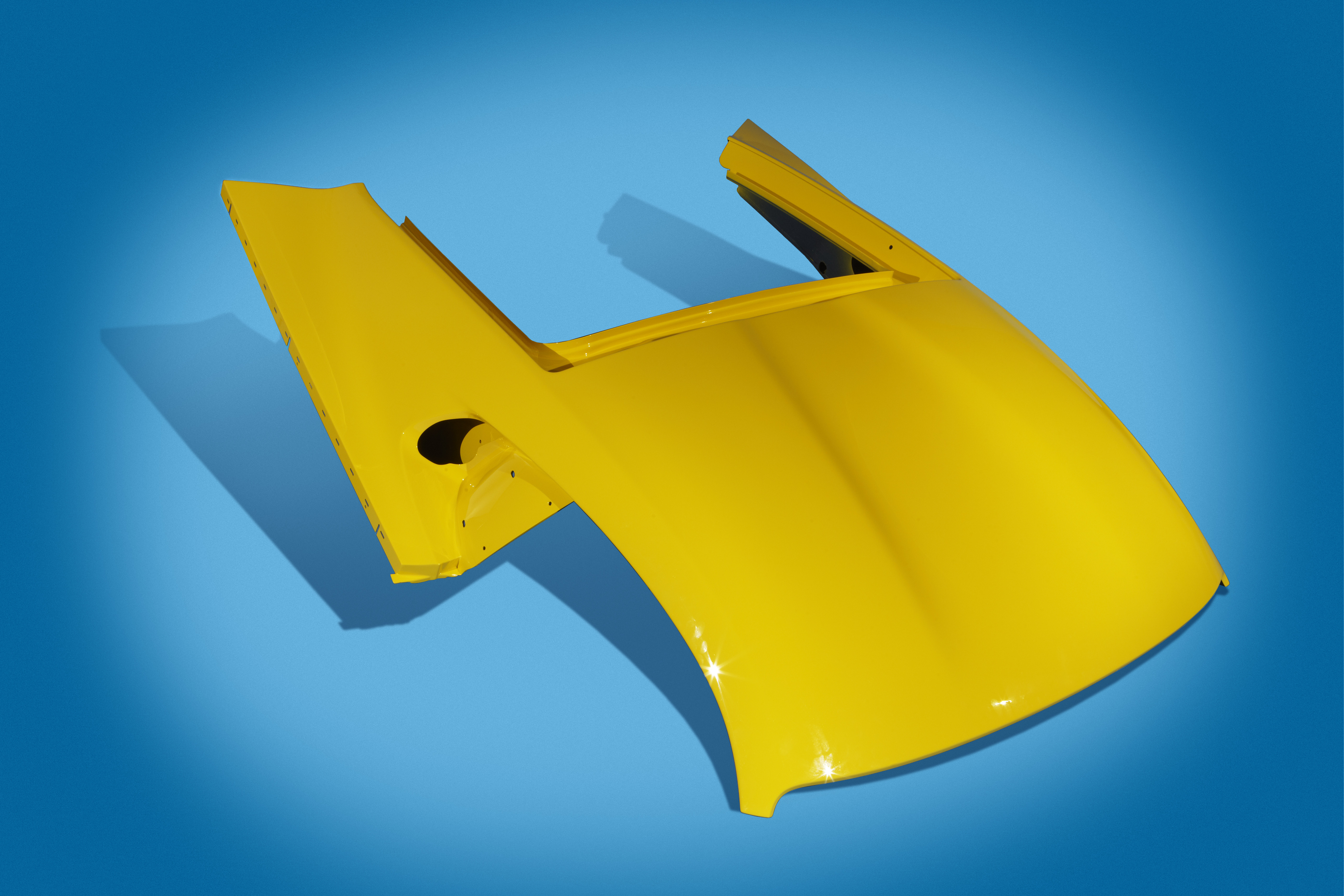
Il tettuccio in materiale composito della SRT Viper

La vettura è dotata di un motore V10 da 8,4 litri interamente in alluminio, che eroga una potenza di 649 CV a 6200 giri/minuto e 814 Nm di coppia motrice massima a 5000 giri/minuto, ed abbinato ad un cambio manuale Tremec TR6060 a sei marce con rapporto finale 3,55. La rigidità torsionale è migliorata di quasi il 50% rispetto al modello precedente. La vettura è dotata di elettronica ed illuminazione Magneti Marelli e dispone quindi di sistema della trazione, sistema antibloccaggio a quattro canali e sistema di controllo della stabilità del fornitore milanese che fornisce anche il sistema d'illuminazione a LED. L'impianto frenante è invece della bergamasca Brembo ed è costituito da 4 freni a disco ventilati con dischi di diametro 355x32 mm e pinze in alluminio a quattro pistoncini. La vettura è dotata anche di sistemi di connettività: Uconnect RA3 RA4 di Fiat Group Automobiles o il SiriusXM. La vettura raggiunge i 331 km/h di velocità e monta di serie pneumatici Pirelli P Zero Z-rated.
La vettura e il motore vengono assemblati a mano nell'impianto di Conner Avenue a Detroit, dove sono "nate" tutte le Viper sin dalla prima versione. Viene commercializzata in due versioni: base e GTS, quest'ultima più performante, rivisitata nell'aerodinamica ed alleggerita; entrambe le versioni possono essere dotate di un pacchetto denominato SRT Track che alleggerisce ulteriormente il peso di 26 kg circa.

## Versioni fuoriserie

### Viper GTS-R e GT3-R

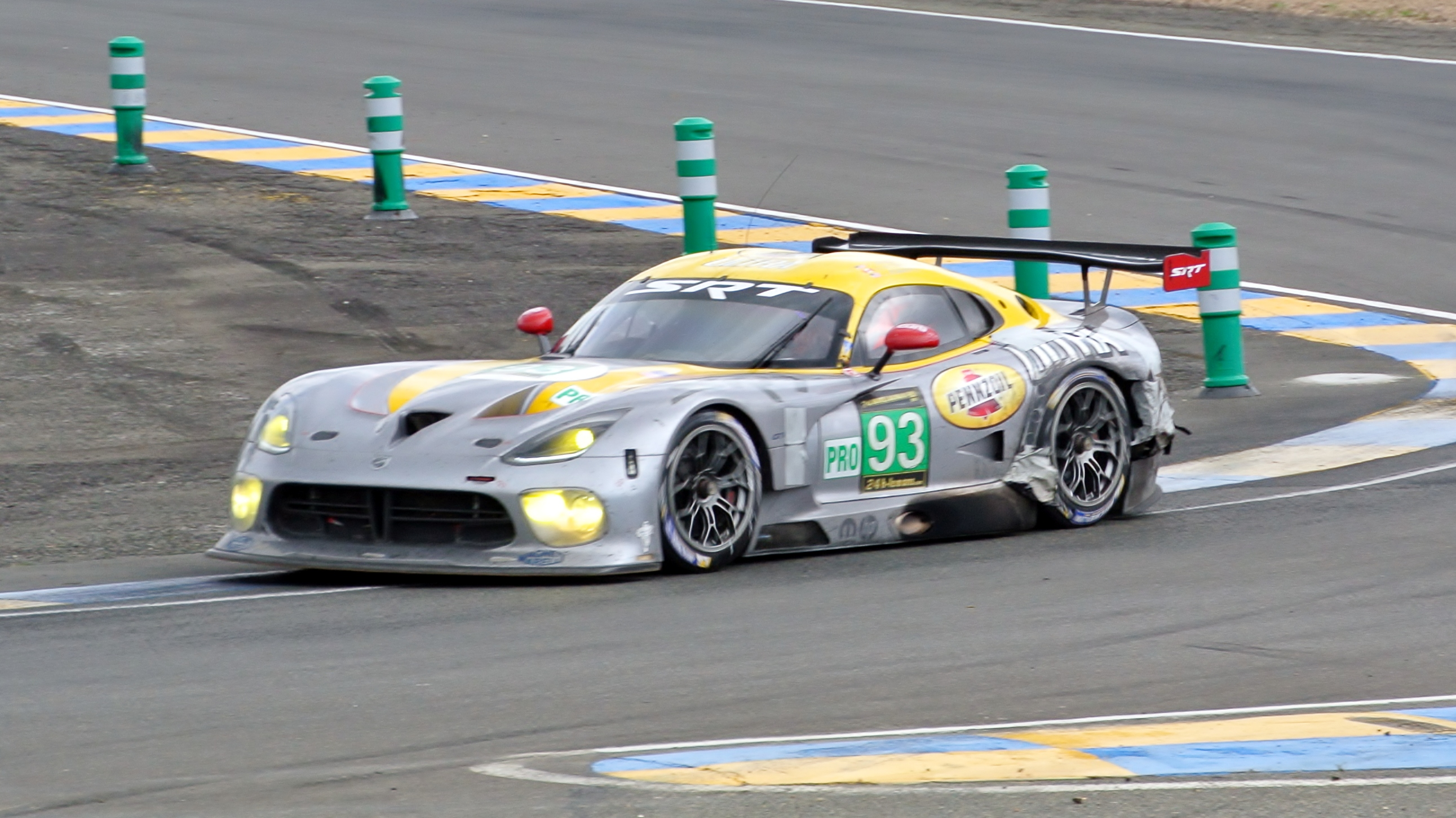
Una Viper GTS-R impegnata nel 2013 nell'European Le Mans Series

Dal 2013 la vettura è stata preparata per partecipare alla classe GT dell'American Le Mans Series, il progetto è avvenuto da parte del centro interno SRT Motorsports assieme ad un preparatore esterno.
La Viper è anche stata elaborata per partecipare al campionato mondiale per vetture turismo con immatricolazione GT3: la vettura denominata GT3-R presenta miglioramenti al motore, all'aerodinamicità e una riduzione del peso considerevole che riduce la massa a 1.295 kg. Il motore eroga 680 CV e 868 Nm di coppia massima.

### SRT Viper TA
Questa versione speciale, denominata "Time Attack" e in produzione fra il 2013 e il 2014 in soli 33 esemplari vede una profonda rivisitazione dell'assetto e del reparto sospensivo, ora in fibra di carbonio che va a sostituire i precedenti bracci in alluminio. Viene commercializzata con pneumatici Pirelli P Zero Corsa e raggiunge una velocità massima che supera i 331 km/h.

## Il programma di personalizzazione
Dal 2014 al 2017 SRT ha aperto un programma di personalizzazione della vettura rivolto ai nuovi clienti Viper che potranno quindi personalizzare assetto, componentistica (anche tecnica) e particolari estetici/aerodinamici/cromatici del modello prima di acquistarlo. Il programma è stato presentato ufficialmente al NAIAS 2013 con un modello inedito che riprende alcuni particolari estetici della versione T/A come il nuovo cofano dotato di un sistema di ventilazione motore maggiorato; il modello inoltre viene presentato con la cornice dei fari posteriori dello stesso colore della carrozzeria, potendo così scegliere di avere la parte posteriore monocromatica, come le precedenti versioni.

## Il logo della Viper
Le tre serie della Viper sono state accompagnate da altrettanti loghi i quali scandiscono, più delle denominazioni date alle singole versioni dei modelli, la vita della sportiva americana. Tutti e tre i loghi, ovviamente, ritraggono un serpente, simbolo della vettura. Per la terza generazione della Viper è stato scelto il progetto del disegnatore grafico Vince Galante, gli addetti marketing del marchio hanno denominato il nuovo rettile "Stryker", i precedenti sono stati denominati "Sneake Pete" e "Fangs".